# Eleição presidencial na Venezuela em 1968
A eleição presidencial venezuelana de 1968 foi realizada em 1 de dezembro e a disputa eleitoral foi marcada pela postulação de quatro candidaturas bastante competitivas: a do candidato oficial da governista Ação Democrática (AD), Gonzalo Barrios, apoiado pelo presidente em exercício Raúl Leoni, o candidato oficial do oposicionista Comitê de Organização Política Eleitoral Independente (COPEI), Rafael Caldera e dos candidatos considerados independentes Miguel Ángel Burelli, da União Republicana Democrática (URD), e Luis Beltrán Prieto, do Movimento Eleitoral do Povo (MEP).
Com uma participação do eleitorado venezuelano no pleito alcançando 96.73%, o candidato oposicionista Rafael Caldera sagrou-se vencedor da disputa após 29.13% dos votos válidos, e derrotar o candidato governista Gonzalo Barrios, que por sua vez, 28.24% dos votos válidos. Miguel Ángel Burelli, da União Republicana Democrática (URD), ficou na 3.ª colocação do pleito após conquistar 22.22% dos votos válidos, enquanto Luis Beltrán Prieto terminou a disputa na 4.ª colocação, obtendo 19.34% dos votos válidos.

## Resultados eleitorais
| Candidatos              | Candidatos              | Partidos                                              | Votos     | %      |
|                         | Rafael Caldera          | Comitê de Organização Política Eleitoral Independente | 1 083 712 | 29.13  |
|                         | Gonzalo Barrios         | Ação Democrática                                      | 1 050 806 | 28.24  |
|                         | Miguel Ángel Burelli    | União Republicana Democrática                         | 826 758   | 22.22  |
|                         | Luis Beltrán Prieto     | Movimento Eleitoral do Povo                           | 719 461   | 19.34  |
|                         | Demais candidatos       | Demais partidos políticos                             | 39 923    | 1.07   |
| Votos válidos           | Votos válidos           | Votos válidos                                         | 3 720 660 | 93.03  |
| Votos inválidos         | Votos inválidos         | Votos inválidos                                       | 278 957   | 6.97   |
| Total de votos          | Total de votos          | Total de votos                                        | 3 999 617 | 100.00 |
| Eleitorado apto a votar | Eleitorado apto a votar | Eleitorado apto a votar                               | 4 134 928 | 96.50  |